# Przyjęcie (film 1968)
Przyjęcie (ang. The Party) – amerykański film komediowy z 1968 roku w reżyserii Blake’a Edwardsa. Zdjęcia kręcono w Los Angeles.

## Fabuła
Hinduski aktor zostaje wyrzucony z pracy w wyniku wyjątkowo idiotycznych błędów jakie popełnił. Omyłkowo jego nazwisko zamiast trafić na listę osób zwolnionych dostaje się na listę osób zaproszonych na przyjęcie dla VIPów. Niezdarność Hindusa tam dopiero przyjmuje prawdziwe rozmiary.

## Obsada
- Peter Sellers - Hrundi V. Bakshi
- Claudine Longet - Michelle Monet
- Jean Carson - Nanny
- Marge Champion - Rosalind Dunphy
- Al Checco - Bernard Stein
- Corinne Cole - Janice Kane
- Dick Crockett - Wells
- Frances Davis - Maid
- Danielle de Metz - Stella D’Angelo
- Herbert Ellis - reżyser
- Linda Gaye Scott - Starlet
- George Winters - Cliff Hanger
- Helen Kleeb - sekretarka
- Donald R. Frost - perkusista
- Carol Wayne - Julie Warren
- Ken Wales - asystent dyrektora
- Natalia Borisova - ballerina
- Paul Ferrara - Ronnie Smith
- Steve Franken - Levinson